# Festival Eurovisão da Canção 1967
O Festival Eurovisão da Canção 1967 (em inglês: Eurovision Song Contest 1967, em francês: Concours Eurovision de la chanson 1967 e em alemão: Großer Preis der Eurovision 1967)  foi o 12º Festival Eurovisão da Canção e realizou-se a 8 de Abril de 1967, em Viena, Áustria. Erica Vaal foi a apresentadora do evento que foi ganho por Sandie Shaw que representou o Reino Unido com a canção "Puppet on a String".
A canção de Luxemburgo, "L'amour est bleu", cantada por Vicky Leandros, ficou em quarto lugar, embora ainda se tornou o maior sucesso internacional da Eurovisão de 1967, e um ano depois seria um grande sucesso instrumental para o músico francês, Paul Mauriat, sob a versão em Inglês, "Love is Blue".
Portugal enviou a canção "O vento mudou" que foi interpretada por Eduardo Nascimento, o primeiro cantor negro na história do Festival Eurovisão da Canção, a primeira cantora negra fora Milly Scott, curiosamente no ano anterior, 1966. Surgiram imediatamente rumores de que a escolha de Eduardo Nascimento para representar Portugal era uma forma de Salazar mostrar à Europa que não era racista, mostrando também que Portugal era um país multirracial.
A Dinamarca optou por não participar e deixou a competição, para retornar em 1978. A razão foi que o novo diretor para o departamento de entretenimento de TV da DR pensava que o dinheiro poderia ser gasto de uma maneira melhor.

## Local

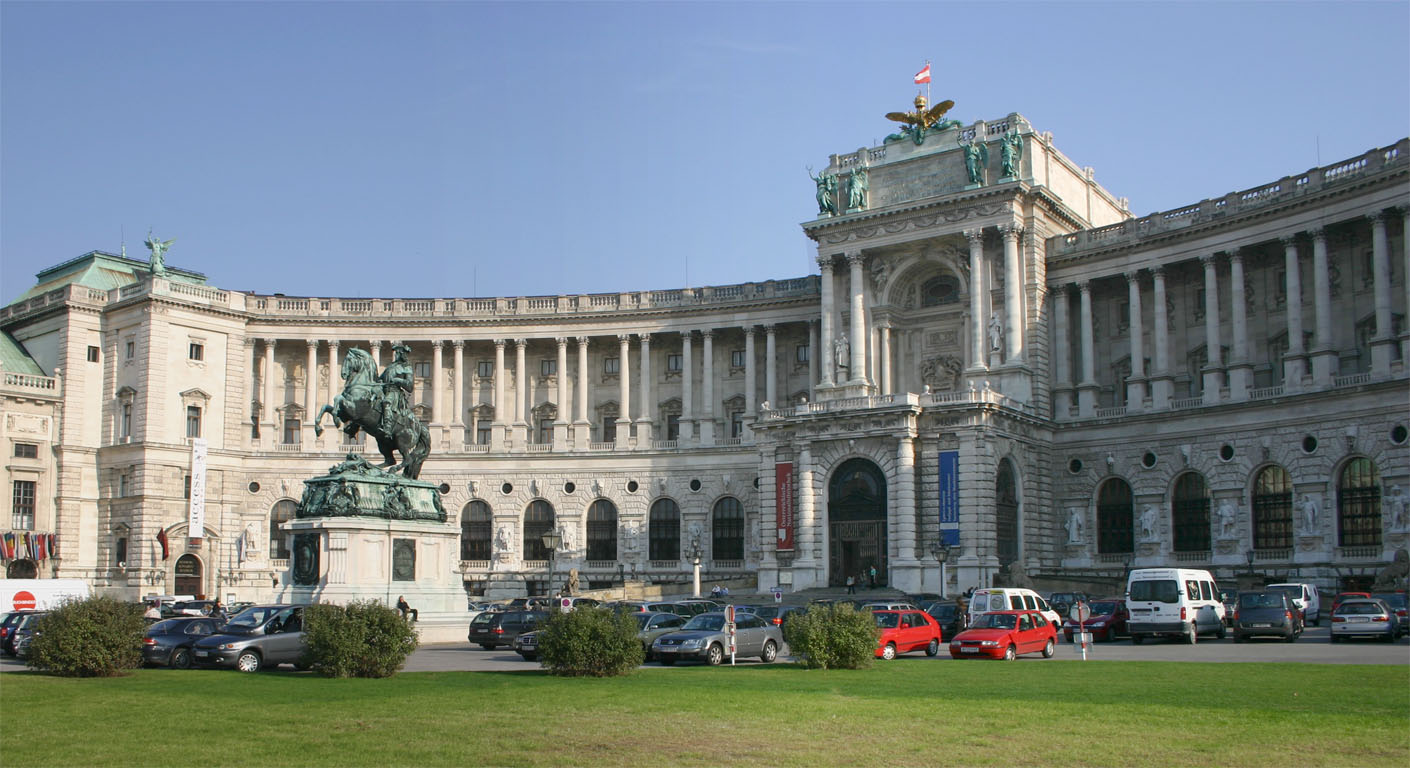
O Großer Festsaal der Wiener Hofburg, em Viena, na Áustria.

O Festival Eurovisão da Canção 1967 ocorreu em Viena, na Áustria. Viena é a capital da Áustria, centro cultural e político do país. É também um dos nove estados (Bundesland Wien); com 1.681.469 habitantes, era em 2008 o mais populoso deles, ainda que seus 414 km² façam dele o menor, sendo também a maior cidade sobre o rio Danúbio. Viena é cercada pelo Estado da Baixa Áustria. A sua aglomeração urbana tem 2,3 milhões de habitantes. Segundo a pesquisa "Qualidade de Vida no Mundo 2007", realizada pela consultoria de recursos humanos Mercer, Viena é a melhor cidade do mundo para viver-se, seguida por: Zurique, Genebra, Vancouver e Auckland.
O festival em si realizou-se no Großer Festsaal der Wiener Hofburg. O Palácio de Hofburg foi construído entre o século XIII e o século XIX, e foi a residência vienense dos Habsburgos. Atualmente, serve como residência oficial do Presidente da Áustria.

## Formato
A configuração do palco foi um pouco incomum este ano. A orquestra foi colocada na parte esquerda, os artistas na parte direita. O pano de fundo atrás dos artistas consistia em três espelhos giratórios que começavam a rodar no início de cada música e paravam no final de cada música. O quadro de votação foi colocado à direita do palco.
250 milhões de espetadores assistiram a esta edição, com a então província de Angola a acompanhar atentamente o festival. Na falta de televisores, as estações de rádio locais passaram todas as músicas da Eurovisão, em disco, pela ordem em que atuaram em Viena. Depois da votação, as rádios depressa deram a notícia da classificação..

## Visual
O vídeo introdutório começou com um tiro fixo num dos grandes lustres da prefeitura, antes de desvendar o palco e a orquestra, que começou a tocar várias músicas conhecidas. Depois, o maestro Johannes Fehring, passou para Udo Jürgens, que dirigiu a orquestra com o instrumental de "Merci, Chérie", organizado em valsa.
Erica Vaal abriu o festival apresentando em 7 línguas: alemão, francês, inglês, italiano, castelhano, russo e polaco. Conclui a sua mensagem com as palavras: "Que são as melhores e mais belas canções que ganham, este é o nosso desejo!", arrependendo-se também de não ter tido tempo de aprender a língua de outros países, mas certamente a encontraria quando a competição fosse novamente organizada em Viena.
Pela primeira vez, legendas foram usadas: os títulos das músicas foram legendados em alemão, inglês e francês.
Para o intervalo, a ÖRF decidiu oferecer o que Viena poderia fazer de melhor: interpretar Johann Strauss, o rei da valsa que, na voz Coral dos Meninos de Viena, interpretam a mais famosa das suas valsas, o Danúbio Azul, mas também Land der Berge, Land am Strome, o hino nacional da Áustria.
A apresentadora, Erika Vaal terminou o programa por felicitar a vencedora, e despedindo-se em várias línguas, dizendo que "A música não conhece fronteiras". Esta foi a última edição a ser transmitida em preto e branco.

## Votação
Mais uma vez os países votaram pela mesma ordem à da sua actuação, algo que foi feito aparentemente para acelarar o espetáculo, pois os países a actuar não podiam (nem podem) atribuir pontos a si mesmo, sendo assim poderiam acabar a sua votação a tempo de serem os primeiros a serem chamados. O sistema de votação foi o mesmo utilizado em edições anteriores, em que cada país tinha um júri composto por dez membros, e cada um desses dez jurados atribuiam um ponto à sua canção preferida.
O supervisor delegado pela UER foi, mais uma vez, Clifford Brown, que teve que intervir quatro vezes para que os votos dos júris monegasco, jugoslavo, italiano e irlandês fossem corrigidos.
Pela primeira vez, imagens da sala que depois se tornaria conhecida como green room foram exibidas, com a aparição de vários artistas, como Sandie Shaw, Therese Steinmetz, Peter Horten a assinar um autógrafo para um jovem corista e Kirsti Sparboe, com um dos Meninos de Viena ao colo.
A apresentadora confundiu-se durante a votação para declarar vitória britânica antes de ouvir os votos do último júri. Clifford Brown teve que intervir pela quinta e última vez: "Ainda esperando pelo voto irlandês". Erica Vaal pediu desculpas e ligou para Dublin. O porta-voz do júri irlandês respondeu às suas saudações com estas palavras: "Eu pensei que íamos ficar de fora". A plateia então aplaudiu calorosamente. Mas no final o resultado não se alterou após a última votação e o Reino Unido acabou por se sagrar campeão, com mais do dobro dos pontos que a Irlanda, o segundo classificado.  Em adição, o quadro de votações avariou-se durante a votação do voto de Mónaco, e as pontuações começaram a ser exibidas incorretamente, depois corrigidas.

## Participações individuais
Predefinição:Participações Individuais ESC1967

## Participantes

Países participantes

A música luxemburguesa, interpretada por Vicky Leandros nos seus primórdios, seria a música com mais sucesso. O mais famoso é a versão instrumental da orquestra de Paul Mauriat, que chegou a número um nos Estados Unidos.
O representante português, Eduardo Nascimento, como já referido, foi o primeiro artista de origem angolana e o primeiro artista negro a participar no concurso.
A representante britânica, Sandie Shaw, foi a primeiro artista na história da competição a cantar descalça no palco. Shaw viria a revelar que não gostava da música que fez dela a vencedora da edição.
A participação monegasca marcaria o regresso de Serge Gainsbourg à Eurovisão, depois de ganhar pelo Luxemburgo em 1965 com "Poupée de cire, poupée de son". O maestro monegasco, Aimé Barelli, não era mais do que o pai do intérprete, Minouche Barelli.
| País            | Título original da Canção             | Artista                  | Processo                                   | Data da Selecção           |
| País            | Tradução em Português                 | Idiomas de Interpretação | Processo                                   | Data da Selecção           |
| --------------- | ------------------------------------- | ------------------------ | ------------------------------------------ | -------------------------- |
| Áustria         | "Warum es hunderttausend Sterne gibt" | Peter Horton             | Seleção interna                            | -                          |
| Áustria         | Porque é que existem 100.000 estrelas | Alemão                   | Seleção interna                            | -                          |
| Alemanha        | "Anouschka"                           | Inge Brück               | Deutsche Vorentscheidung 1967              | 11 de março de de 1967     |
| Alemanha        | Anouschka                             | Alemão                   | Deutsche Vorentscheidung 1967              | 11 de março de de 1967     |
| Bélgica         | "Ik Heb Zorgen"                       | Louis Neefs              | Canzonissima-finale 1967                   | 25 de fevereiro de 1967    |
| Bélgica         | Eu tenho preocupações                 | Holandês                 | Canzonissima-finale 1967                   | 25 de fevereiro de 1967    |
| Estado espanhol | "Hablemos del amor"                   | Raphael                  | Selecção Interna de 1967                   | -                          |
| Estado espanhol | Falemos de amor                       | Castelhano               | Selecção Interna de 1967                   | -                          |
| Finlândia       | "Varjoon - suojaan"                   | Fredi                    | Euroviisut 1967                            | 11 de fevereiro de de 1967 |
| Finlândia       | Para a sombra - para segurança        | Finlandês                | Euroviisut 1967                            | 11 de fevereiro de de 1967 |
| França          | "Il doit faire beau là-bas"           | Noëlle Cordier           | Sélection française 1967                   | -                          |
| França          | O tempo deve estar bom aí             | Francês                  | Sélection française 1967                   | -                          |
| Irlanda         | "If I Could Choose"                   | Sean Dunphy              | Irish Final 1967                           | 12 de fevereiro de 1967    |
| Irlanda         | Se eu pudesse escolher                | Inglês                   | Irish Final 1967                           | 12 de fevereiro de 1967    |
| Itália          | "Non andare più lontano"              | Claudio Villa            | Seleção Interna                            | -                          |
| Itália          | Não vás para muito longe              | Italiano                 | Seleção Interna                            | -                          |
| Iugoslávia      | "Vse rože sveta"                      | Lado Leskovar            | Pjesma Eurovizije 1967                     | 19 de fevereiro de 1967    |
| Iugoslávia      | Todas as flores do mundo              | Esloveno                 | Pjesma Eurovizije 1967                     | 19 de fevereiro de 1967    |
| Luxemburgo      | "L'amour est bleu"                    | Vicky Leandros           | Selecção Interna                           | -                          |
| Luxemburgo      | O amor é azul                         | Francês                  | Selecção Interna                           | -                          |
| Mónaco          | "Boum-Badaboum"                       | Minouche Barelli         | Selecção Interna                           | -                          |
| Mónaco          | Boum-Badaboum                         | Francês                  | Selecção Interna                           | -                          |
| Noruega         | "Dukkemann"                           | Kirsti Sparboe           | Melodi Grand-Prix 1967                     | 25 de fevereiro de 1967    |
| Noruega         | Boneco                                | Norueguês                | Melodi Grand-Prix 1967                     | 25 de fevereiro de 1967    |
| Países Baixos   | "Ring-dinge-ding"                     | Thérèse Steinmetz        | Nationaal Songfestival 1967                | 22 de fevereiro de 1967    |
| Países Baixos   | Ring-Ding-A-Ding                      | Holandês                 | Nationaal Songfestival 1967                | 22 de fevereiro de 1967    |
| Portugal        | "O vento mudou"                       | Eduardo Nascimento       | Grande Prémio TV da Canção Portuguesa 1967 | 25 de Fevereiro de 1967    |
| Portugal        | O vento mudou                         | Português                | Grande Prémio TV da Canção Portuguesa 1967 | 25 de Fevereiro de 1967    |
| Reino Unido     | "Puppet on a String"                  | Sandie Shaw              | A Song For Europe 1967                     | 25 de fevereiro de 1967    |
| Reino Unido     | Marioneta                             | Inglês                   | A Song For Europe 1967                     | 25 de fevereiro de 1967    |
| Suécia          | "Som en dröm"                         | Östen Warnerbring        | Melodifestivalen 1967                      | 24 de fevereiro de 1967    |
| Suécia          | Como um sonho                         | Sueco                    | Melodifestivalen 1967                      | 24 de fevereiro de 1967    |
| Suíça           | "Quel cœur vas-tu briser?"            | Géraldine                | Finale Svizzero 1967                       | 21 de janeiro de 1967      |
| Suíça           | Que coração vais tu partir?           | Francês                  | Finale Svizzero 1967                       | 21 de janeiro de 1967      |

## Festival
| #   | País            | Idioma     | Artista            | Canção                                | Lugar | Pontos |
| --- | --------------- | ---------- | ------------------ | ------------------------------------- | ----- | ------ |
| 1º  | Países Baixos   | Holandês   | Thérèse Steinmetz  | "Ring-dinge-ding"                     | 14º   | 2      |
| 2º  | Luxemburgo      | Francês    | Vicky Leandros     | "L'amour est bleu"                    | 4º    | 17     |
| 3º  | Áustria         | Alemão     | Peter Horton       | "Warum es hunderttausend Sterne gibt" | 14º   | 2      |
| 4º  | França          | Francês    | Noëlle Cordier     | "Il doit faire beau là-bas"           | 3º    | 20     |
| 5º  | Portugal        | Português  | Eduardo Nascimento | "O vento mudou"                       | 12º   | 3      |
| 6º  | Suíça           | Francês    | Géraldine          | "Quel cœur vas-tu briser?"            | 17º   | 0      |
| 7º  | Suécia          | Sueco      | Östen Warnerbring  | "Som en dröm"                         | 8º    | 7      |
| 8º  | Finlândia       | Finlandês  | Fredi              | "Varjoon - suojaan"                   | 12º   | 3      |
| 9º  | Alemanha        | Alemão     | Inge Brück         | "Anouschka"                           | 8º    | 7      |
| 10º | Bélgica         | Holandês   | Louis Neefs        | "Ik Heb Zorgen"                       | 7º    | 8      |
| 11º | Reino Unido     | Inglês     | Sandie Shaw        | "Puppet on a String"                  | 1º    | 47     |
| 12º | Estado espanhol | Castelhano | Raphael            | "Hablemos del amor"                   | 6º    | 9      |
| 13º | Noruega         | Norueguês  | Kirsti Sparboe     | "Dukkemann"                           | 14º   | 2      |
| 14º | Mónaco          | Francês    | Minouche Barelli   | "Boum-Badaboum"                       | 5º    | 10     |
| 15º | Iugoslávia      | Esloveno   | Lado Leskovar      | "Vse rože sveta"                      | 8º    | 7      |
| 16º | Itália          | Italiano   | Claudio Villa      | "Non andare più lontano"              | 11º   | 4      |
| 17º | Irlanda         | Inglês     | Sean Dunphy        | "If I Could Choose"                   | 2º    | 22     |

### Resultados
A ordem de votação no Festival Eurovisão da Canção 1967, foi a seguinte:

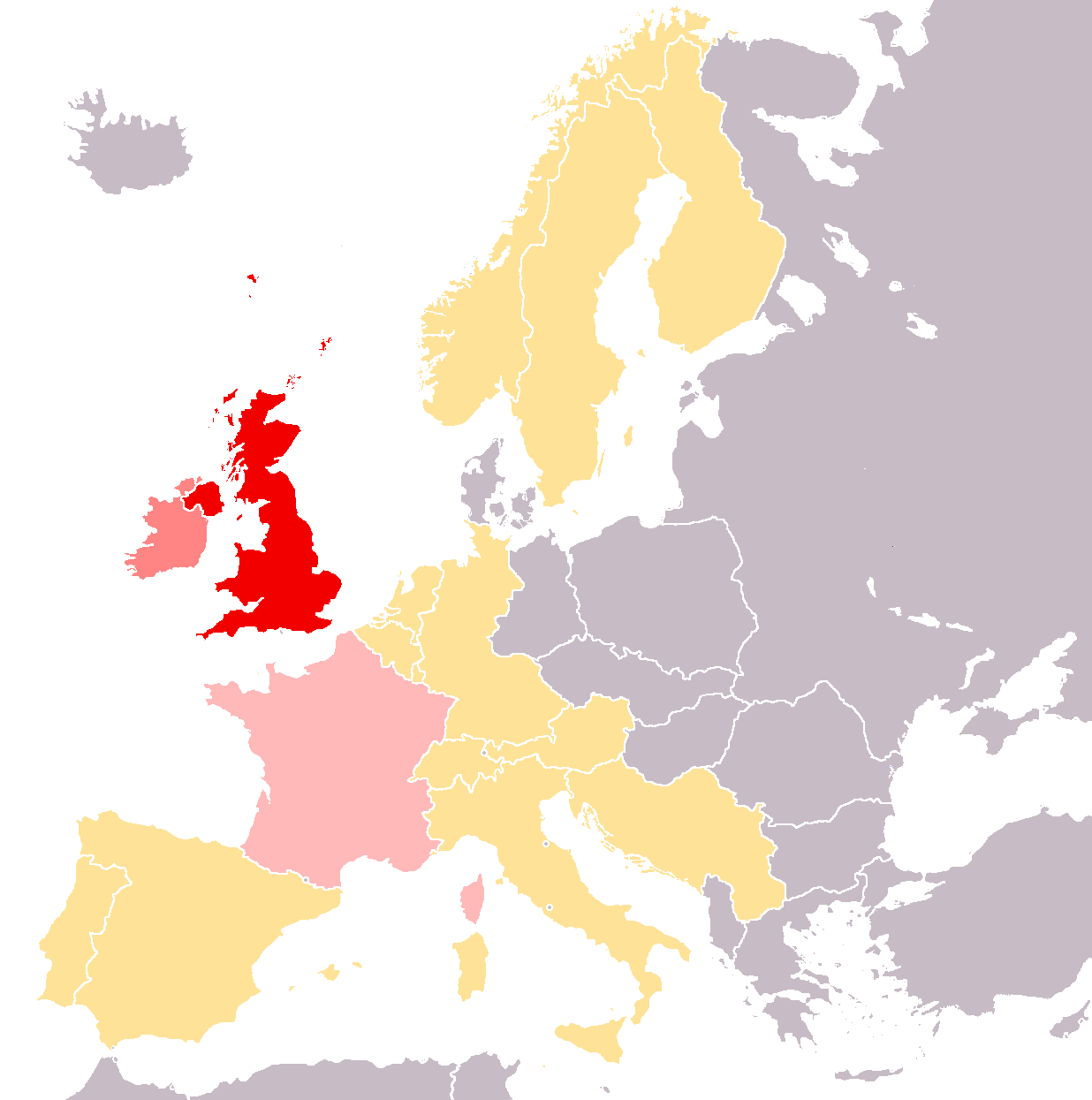
Vencedor
2º classificado
3º classificado

| Países Votantes | Países Pontuados | Países Pontuados | Países Pontuados | Países Pontuados | Países Pontuados | Países Pontuados | Países Pontuados | Países Pontuados | Países Pontuados | Países Pontuados | Países Pontuados | Países Pontuados | Países Pontuados | Países Pontuados | Países Pontuados                              | Países Pontuados | Países Pontuados     |
| --------------- | ---------------- | ---------------- | ---------------- | ---------------- | ---------------- | ---------------- | ---------------- | ---------------- | ---------------- | ---------------- | ---------------- | ---------------- | ---------------- | ---------------- | --------------------------------------------- | ---------------- | -------------------- |
| Países Votantes | Países Baixos    | Luxemburgo       | Áustria          | França           | Portugal         | Suíça            | Suécia           | Finlândia        | Alemanha         | Bélgica          | Reino Unido      | Espanha          | Noruega          | Mónaco           | República Socialista Federativa da Iugoslávia | Itália           | República da Irlanda |
| Países Baixos   |                  | 4                |                  | 1                |                  |                  |                  | 1                |                  |                  | 2                | 1                | 1                |                  |                                               |                  |                      |
| Luxemburgo      |                  |                  |                  | 2                |                  |                  |                  |                  |                  |                  | 5                | 1                |                  |                  | 1                                             |                  | 1                    |
| Áustria         |                  |                  |                  | 1                |                  |                  |                  |                  |                  |                  | 3                | 1                |                  | 2                |                                               |                  | 3                    |
| França          |                  |                  |                  |                  | 1                |                  |                  |                  |                  |                  | 7                |                  |                  | 1                | 1                                             |                  |                      |
| Portugal        |                  |                  | 1                |                  |                  |                  | 1                | 1                | 1                | 1                | 1                | 2                |                  |                  | 1                                             |                  | 1                    |
| Suíça           |                  |                  |                  | 1                | 1                |                  |                  |                  |                  |                  | 7                |                  |                  |                  |                                               | 1                |                      |
| Suécia          |                  |                  |                  | 4                |                  |                  |                  |                  | 1                |                  | 1                |                  | 1                | 1                |                                               |                  | 2                    |
| Finlândia       |                  | 2                |                  |                  |                  |                  | 1                |                  |                  | 3                | 2                |                  |                  |                  |                                               |                  | 2                    |
| Alemanha        |                  |                  |                  | 2                |                  |                  |                  |                  |                  | 1                | 3                |                  |                  |                  |                                               |                  | 4                    |
| Bélgica         |                  | 1                |                  |                  |                  |                  |                  |                  | 1                |                  | 3                | 1                |                  |                  | 1                                             |                  | 3                    |
| Reino Unido     | 1                | 2                |                  | 2                |                  |                  |                  |                  | 1                | 1                |                  |                  |                  |                  |                                               | 1                | 2                    |
| Estado espanhol |                  | 1                |                  |                  | 1                |                  |                  |                  |                  |                  |                  |                  |                  | 5                | 2                                             | 1                |                      |
| Noruega         |                  |                  |                  |                  |                  |                  | 2                |                  | 1                |                  | 7                |                  |                  |                  |                                               |                  |                      |
| Mónaco          |                  | 1                |                  | 2                |                  |                  |                  |                  |                  |                  | 3                | 2                |                  |                  |                                               |                  | 2                    |
| Iugoslávia      |                  | 1                | 1                | 4                |                  |                  | 1                |                  |                  | 1                |                  | 1                |                  |                  |                                               |                  | 1                    |
| Itália          |                  | 3                |                  |                  |                  |                  |                  | 1                | 1                |                  | 2                |                  |                  | 1                | 1                                             |                  | 1                    |
| Irlanda         | 1                | 2                |                  | 1                |                  |                  | 2                |                  | 1                | 1                | 1                |                  |                  |                  |                                               | 1                |                      |
| Total           | 2                | 17               | 2                | 20               | 3                | 0                | 7                | 3                | 7                | 8                | 47               | 9                | 2                | 10               | 7                                             | 4                | 22                   |
| Lugar           | 14º              | 4º               | 14º              | 3º               | 12º              | 17º              | 8º               | 12º              | 8º               | 7º               | 1º               | 6º               | 14º              | 5º               | 8º                                            | 11º              | 2                    |
| Países Votantes | Países Baixos    | Luxemburgo       | Áustria          | França           | Portugal         | Suíça            | Suécia           | Finlândia        | Alemanha         | Bélgica          | Reino Unido      | Espanha          | Noruega          | Mónaco           | República Socialista Federativa da Iugoslávia | Itália           | República da Irlanda |
| Países Votantes | Países Pontuados |                  |                  |                  |                  |                  |                  |                  |                  |                  |                  |                  |                  |                  |                                               |                  |                      |

| Países Votantes | Países Pontuados | Países Pontuados | Países Pontuados | Países Pontuados | Países Pontuados | Países Pontuados | Países Pontuados | Países Pontuados | Países Pontuados | Países Pontuados | Países Pontuados | Países Pontuados | Países Pontuados | Países Pontuados | Países Pontuados                              | Países Pontuados | Países Pontuados     |
| --------------- | ---------------- | ---------------- | ---------------- | ---------------- | ---------------- | ---------------- | ---------------- | ---------------- | ---------------- | ---------------- | ---------------- | ---------------- | ---------------- | ---------------- | --------------------------------------------- | ---------------- | -------------------- |
| Países Votantes | Países Baixos    | Luxemburgo       | Áustria          | França           | Portugal         | Suíça            | Suécia           | Finlândia        | Alemanha         | Bélgica          | Reino Unido      | Espanha          | Noruega          | Mónaco           | República Socialista Federativa da Iugoslávia | Itália           | República da Irlanda |
| Países Baixos   | 0                | 4                | 0                | 1                | 0                | 0                | 0                | 1                | 0                | 0                | 2                | 1                | 1                | 0                | 0                                             | 0                | 1                    |
| Luxemburgo      | 0                | 4                | 0                | 3                | 0                | 0                | 0                | 1                | 0                | 0                | 7                | 2                | 1                | 0                | 1                                             | 0                | 1                    |
| Áustria         | 0                | 4                | 0                | 4                | 0                | 0                | 0                | 1                | 0                | 0                | 10               | 3                | 1                | 2                | 1                                             | 0                | 4                    |
| França          | 0                | 4                | 0                | 4                | 1                | 0                | 0                | 1                | 0                | 0                | 17               | 3                | 1                | 3                | 2                                             | 0                | 4                    |
| Portugal        | 0                | 4                | 1                | 4                | 1                | 0                | 1                | 2                | 1                | 1                | 18               | 5                | 1                | 3                | 3                                             | 0                | 5                    |
| Suíça           | 0                | 4                | 1                | 5                | 2                | 0                | 1                | 2                | 1                | 1                | 25               | 5                | 1                | 3                | 3                                             | 1                | 5                    |
| Suécia          | 0                | 4                | 1                | 9                | 2                | 0                | 1                | 2                | 2                | 1                | 26               | 5                | 2                | 4                | 3                                             | 1                | 7                    |
| Finlândia       | 0                | 6                | 1                | 9                | 2                | 0                | 2                | 2                | 2                | 4                | 28               | 5                | 2                | 4                | 3                                             | 1                | 9                    |
| Alemanha        | 0                | 6                | 1                | 11               | 2                | 0                | 2                | 2                | 2                | 5                | 31               | 5                | 2                | 4                | 3                                             | 1                | 13                   |
| Bélgica         | 0                | 7                | 1                | 11               | 2                | 0                | 2                | 2                | 3                | 5                | 34               | 6                | 2                | 4                | 4                                             | 1                | 16                   |
| Reino Unido     | 1                | 9                | 1                | 13               | 2                | 0                | 2                | 2                | 4                | 6                | 34               | 6                | 2                | 4                | 4                                             | 2                | 18                   |
| Estado espanhol | 1                | 10               | 1                | 13               | 3                | 0                | 2                | 2                | 4                | 6                | 34               | 6                | 2                | 9                | 6                                             | 3                | 18                   |
| Noruega         | 1                | 10               | 1                | 13               | 3                | 0                | 4                | 2                | 5                | 6                | 41               | 6                | 2                | 9                | 6                                             | 3                | 18                   |
| Mónaco          | 1                | 11               | 1                | 15               | 3                | 0                | 4                | 2                | 5                | 6                | 44               | 8                | 2                | 9                | 6                                             | 3                | 20                   |
| Iugoslávia      | 1                | 12               | 2                | 19               | 3                | 0                | 5                | 2                | 5                | 7                | 44               | 9                | 2                | 9                | 6                                             | 3                | 21                   |
| Itália          | 1                | 15               | 2                | 19               | 3                | 0                | 5                | 3                | 6                | 7                | 46               | 9                | 2                | 10               | 7                                             | 3                | 22                   |
| Irlanda         | 2                | 17               | 2                | 20               | 3                | 0                | 7                | 3                | 7                | 8                | 47               | 9                | 2                | 10               | 7                                             | 4                | 22                   |
| Total           | 2                | 17               | 2                | 20               | 3                | 0                | 7                | 3                | 7                | 8                | 47               | 9                | 2                | 10               | 7                                             | 4                | 22                   |
| Lugar           | 14º              | 4º               | 14º              | 3º               | 12º              | 17º              | 8º               | 12º              | 8º               | 7º               | 1º               | 6º               | 14º              | 5º               | 8º                                            | 11º              | 2                    |
| Países Votantes | Países Baixos    | Luxemburgo       | Áustria          | França           | Portugal         | Suíça            | Suécia           | Finlândia        | Alemanha         | Bélgica          | Reino Unido      | Espanha          | Noruega          | Mónaco           | República Socialista Federativa da Iugoslávia | Itália           | República da Irlanda |
| Países Votantes | Países Pontuados |                  |                  |                  |                  |                  |                  |                  |                  |                  |                  |                  |                  |                  |                                               |                  |                      |

### Maestros
Em baixo encontra-se a lista de maestros que conduziram a orquestra, na respectiva actuação de cada país concorrente.
| País              | Maestro               |
| ----------------- | --------------------- |
| Países Baixos     | Dolf van der Linden   |
| Luxemburgo        | Claude Denjean        |
| Áustria           | Johannes Fehring      |
| França            | Franck Pourcel        |
| Portugal          | Armando Tavares Belo  |
| Suíça             | Hans Möckel           |
| Suécia            | Mats Olsson           |
| Finlândia         | Ossi Runne            |
| Alemanha          | Hans Blum             |
| Bélgica           | Francis Bay           |
| Reino Unido       | Kenny Woodman         |
| Estado espanhol   | Manuel Alejandro      |
| Noruega           | Øivind Bergh          |
| Mónaco            | Aimé Barelli          |
| Iugoslávia        | Mario Rijavec         |
| Itália            | Giancarlo Chiaramello |
| Irlanda           | Noel Kelehan          |
| Maestro anfitrião | Johannes Fehring      |

## Artistas repetentes
Em 1967, os repetentes foram:
| País (1967) | Foto | Artista        | Ano Anterior | País Representado | Canção         | Tradução      | Pontuação | Classificação |
| ----------- | ---- | -------------- | ------------ | ----------------- | -------------- | ------------- | --------- | ------------- |
| Itália      |      | Claudio Villa  | ESC 1962     | Itália            | "Addio, addio" | Adeus, adeus  | 3         | 9º            |
| Noruega     |      | Kirsti Sparboe | ESC 1965     | Noruega           | "Karusell"     | Carrossel     | 1         | 13º           |
| Espanha     |      | Raphael        | ESC 1966     | Espanha           | "Yo soy aquél" | Eu sou aquele | 9         | 7º            |

## Transmissão
Os canais de televisão responsáveis pela difussão do concurso quer via televisão, quer via rádio foram as seguintes cadeias televisivas:
| - ARD - ORF - BRT, RTB - TVE1 - YLE TV2 | - TF1 - NTS - RTÉ One - Rai 2 - RTL | - TMC - NRK - RTP1 - BBC 1 - RTS1, HRT 1, RTV Slovenija - SVT1 - TV DRS, TSR, TSI |